# Quendorf
Quendorf község Németországban, Alsó-Szászországban, Bentheim-Grafschaft járásban. Lakosainak száma 630 fő (2023. december 31.).

## Földrajza
Quendorf Isterberg és Bad Bentheim községekkel határos.